# Ambrose Akinmusire

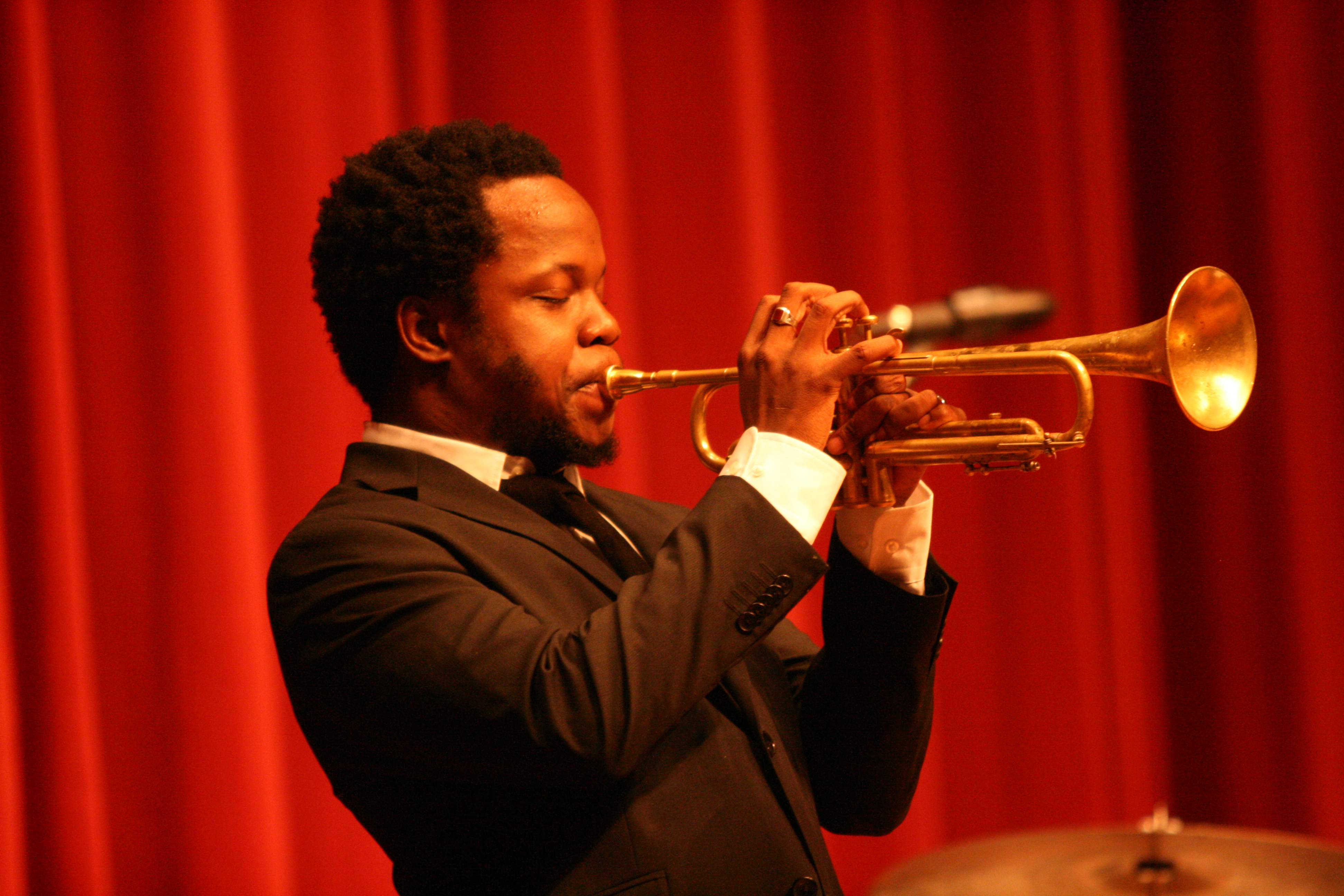
Ambrose Akinmusire

Ambrose Akinmusire (Oakland, 1º maggio 1982) è un trombettista jazz e compositore statunitense.

## Biografia
Iscrittosi alla Berkeley High School, Ambrose Akinmusire debuttò ancora adolescente suonando con nomi prestigiosi quali i sassofonisti Joe Henderson, Joshua Redman e Steve Coleman e il batterista Billy Higgins. Proprio Steve Coleman lo convinse a lasciare il Berkeley High School Jazz Ensemble, la formazione scolastica nella quale suonava, per portarlo con sé in tournée. Dopo aver conseguito il diploma alla Berkeley nel 2000, Akinmusire partì per New York per iscriversi alla Manhattan School of Music; qui ottenne nel 2005 il Bachelor's Degree. In seguito ha frequentato l'University of Southern California e il Thelonious Monk Institute of Jazz, dove è stato allievo di Terence Blanchard, Herbie Hancock e Wayne Shorter. Nel 2007 ha vinto la prestigiosa Thelonious Monk Institute of Jazz Competition (la giuria era composta, tra gli altri, da Quincy Jones, Herb Alpert, Hugh Masekela e Roy Hargrove) e la Carmine Caruso International Jazz Trumpet Solo Competition, che si tiene a Tucson (Arizona).
Lo stile trombettistico di Ambrose Akinmusire si contraddistingue per un suono limpido e una tecnica virtuosistica senza incertezze. Lasciati alle spalle gli idoli dell'adolescenza, Miles Davis e Clifford Brown, Akinmusire guarda davanti a sé ricercando una propria identità attraverso sonorità originali, senza prestare attenzione alle mode e ai formalismi. Il suo disco di debutto come solista, Prelude: to Cora, è del 2008 ed è dedicato alla madre Cora. I brani che costituiscono l'album, tutti composti da lui stesso, destarono l'interesse dei critici e della stampa specializzata. L'album successivo, When the Heart Emerges Glistening, è stato pubblicato nel 2011 per la prestigiosa etichetta Blue Note; 10 dei 12 brani sono ancora una volta scritti dallo stesso Akinmusire, che con questo disco si conferma una delle promesse del jazz statunitense.

## Discografia
- Prelude: to Cora (Fresh Sound New Talent, 2007)
- When the Heart Emerges Glistening (Blue Note Records, 2011)
- The Imagined Savior Is Far Easier To Paint (Blue Note Records, 2014)
- Origami Harvest (Blue Note Records 2018)
- On the tender spot of every calloused moment (Blue Note Records 2020)
- Honey from a winter stone, 2025